# 이와테현 제2구
이와테현 제2구(일본어: 岩手県第1区, いわてけんだい1く)는 일본의 중의원 선거구이다. 1994년 일본 공직선거법 개정으로 신설되었다.

## 지역
- 미야코시
- 오후나토시
- 구지시
- 도노시
- 리쿠젠타카타시
- 가마이시시
- 니노헤시
- 하치만타이시
- 다키자와시
- 이와테군
- 게센군
- 가미헤이군
- 시모헤이군
- 구노헤군
- 니노헤군

2017년 선거구 개편으로 관할지역이 바뀌었다. 우선 야마다정이 2구에 편입되어 이와테현 제4구가 폐지되면서, 도노시, 가마이시시, 오후나토시, 리쿠젠타카타시, 가미헤이군, 게센군이 편입되었고 모리오카 시 다마야마 구가 2구에서 1구로 넘어갔다. 그 결과 선거구 면적이 이와테 현 전체면적의 63%를 차지하는 9,652km2로, 도쿄 도의 약 3.2배 넓이로 혼슈 지역 내에서는 최대 면적의 선거구로 등극했다.
2017년 선거구 개편 이전에는 다음 지역이 속했다. (옛 2구)
- 미야코시, 구지시, 니노헤시, 하치만타이시, 다키자와시, 모리오카시 (옛 다마야마 촌 일대), 이와테군, 시모헤이군의 이와이즈미정 - 다노하타촌 - 후다이촌, 구노헤군, 니노헤군

2013년에도 선거구 개편이 이뤄졌는데, 야마다 정이 2구에서 3구로 넘어갔던 것이다. 그 이전에는 다음과 같았다. (옛 1구)
- 미야코 시, 구지 시, 니노헤 시, 하치만타이 시, 다키자와 시, 모리오카 시 (옛 다마야마 촌 일대), 이와테 군, 시모헤이 군, 구노헤 군, 니노헤 군

## 역사
중선거구 시절 스즈키 젠코 전 총리 (야마다 정 출신)의 지반로 알려진 지역으로, 오자와 왕국 (민주당 텃밭)으로까지 불렸던 이와테 현에서 유일하게 자민당 의원이 당선되던 소선거구였다.
1996년 총선 이후 스즈키 젠코 전 총리의 아들이자, 아소 다로 전 총리의 의형제이기도 한 스즈키 슌이치 전 환경성 장관이 4연속 당선되었다. 그러나 2009년 총선에서는 민주당 돌풍에 힘입어 신인후보인 하타 고지가 처음으로 당선되기도 했다. 이때 민주당이 이와테현을 이루는 4구를 전부 독점했고, 자민당 후보는 비례부활 후보조차 없었기 때문에, 참의원의 이와테현 선거구 제2구 (중선거구)와 함께 이와테 현 전체가 자민당 공백 지역이 되었다.
2012년 총선에서 스즈키가 도로 당선되면서, 근 3년만에 이와테현 출신 자민당 의석이 부활했다 (하타 후보는 비례부활). 또한 1구, 3구, 4구의 자민당 후보도 모두 비례 부활에 성공했다. 2014년 총선에서도 스즈키가 당선됐고, 하타 후보는 비례부활도 못하고 낙선했다. 2017년에는 희망의 당 소속으로 나왔지만 역시 낙선했으며, 스즈키는 다시 의석을 지켰다.

## 역대 국회의원
| 선거          | 선거          | 의원          | 정당       |
| ------------- | ------------- | ------------- | ---------- |
|               | 1996년 제41회 | 스즈키 슌이치 | 자유민주당 |
| 2000년 제42회 |               | 스즈키 슌이치 | 자유민주당 |
| 2003년 제43회 |               | 스즈키 슌이치 | 자유민주당 |
| 2005년 제44회 |               | 스즈키 슌이치 | 자유민주당 |
|               | 2009년 제45회 | 하타 고지     | 민주당     |
|               | 2012년 제46회 | 스즈키 슌이치 | 자유민주당 |
| 2014년 제47회 |               | 스즈키 슌이치 | 자유민주당 |
| 2017년 제48회 |               | 스즈키 슌이치 | 자유민주당 |

## 같이 보기
- 이와테현 선거구